# Aerides ringens
Aerides ringens är en orkidéart som först beskrevs av John Lindley, och fick sitt nu gällande namn av Cecil Ernest Claude Fischer. Aerides ringens ingår i släktet Aerides och familjen orkidéer. Inga underarter finns listade i Catalogue of Life.